# Граммиколепидовые
 Граммиколепидовые:, или   чешуеиглые (лат. Grammicolepididae) — небольшое семейство морских  лучепёрых рыб из отряда  солнечникообразных (Zeiformes). Распространены в отдельных районах Атлантического океана и Тихом океане.
В спинном плавнике 5—7 колючих и 27—34 мягких лучей. В анальном плавнике 2 колючки и 27—35 мягких лучей.	Вдоль оснований спинного и анального плавников проходит ряд шипов. В брюшных плавниках одна колючка и 6 мягких лучей. Хвостовой плавник с 13 ветвистыми лучами. Позвонков 37—46. Чешуя покрывает тело и часть головы. Чешуйки вытянуты вертикально.
Рот маленький, верхняя челюсть заострённая. На челюстях один или два ряда мелких тонких зубов, зубы отсутствуют на сошнике и нёбе.
У молоди очень длинная первая колючка анального плавника заходит за начало хвостового плавника, а вторая колючка обычно длиннее головы. У взрослых особей колючки анального плавника укорачиваются.

## Классификация
В составе семейства выделяют два подсемейства с 3 монотипическими родами:
- Подсемейство  Macrurocyttinae  — макруроциттины[1].
  - Род  Macrurocyttus  — макруроцитусы
    -  Macrurocyttus acanthopodus — макруроцитус
- Подсемейство  Grammicolepidinae  — граммиколепидины[1].
  - Род  Grammicolepis — граммиколеписы
    -  Grammicolepis brachiusculus  — граммиколепис

  - Род  Xenolepidichthys — чешуеиглы
    -  Xenolepidichthys dalgleishi — бриллиантовый чешуеигл